# Vosselaar
Vosselaar è un comune belga di 10 212 abitanti nelle Fiandre (Provincia di Anversa).